# Musée de la Société archéologique et historique de la Charente
Le musée de la Société archéologique et historique de la Charente se trouve à Angoulême dans l'hôtel particulier qui abrite le siège de l’association.

## La Société archéologique et historique de la Charente
Fondée à Angoulême par Eusèbe Castaigne et plusieurs érudits charentais le 16 août 1844, la SAHC est l'une des plus anciennes sociétés savantes françaises. 

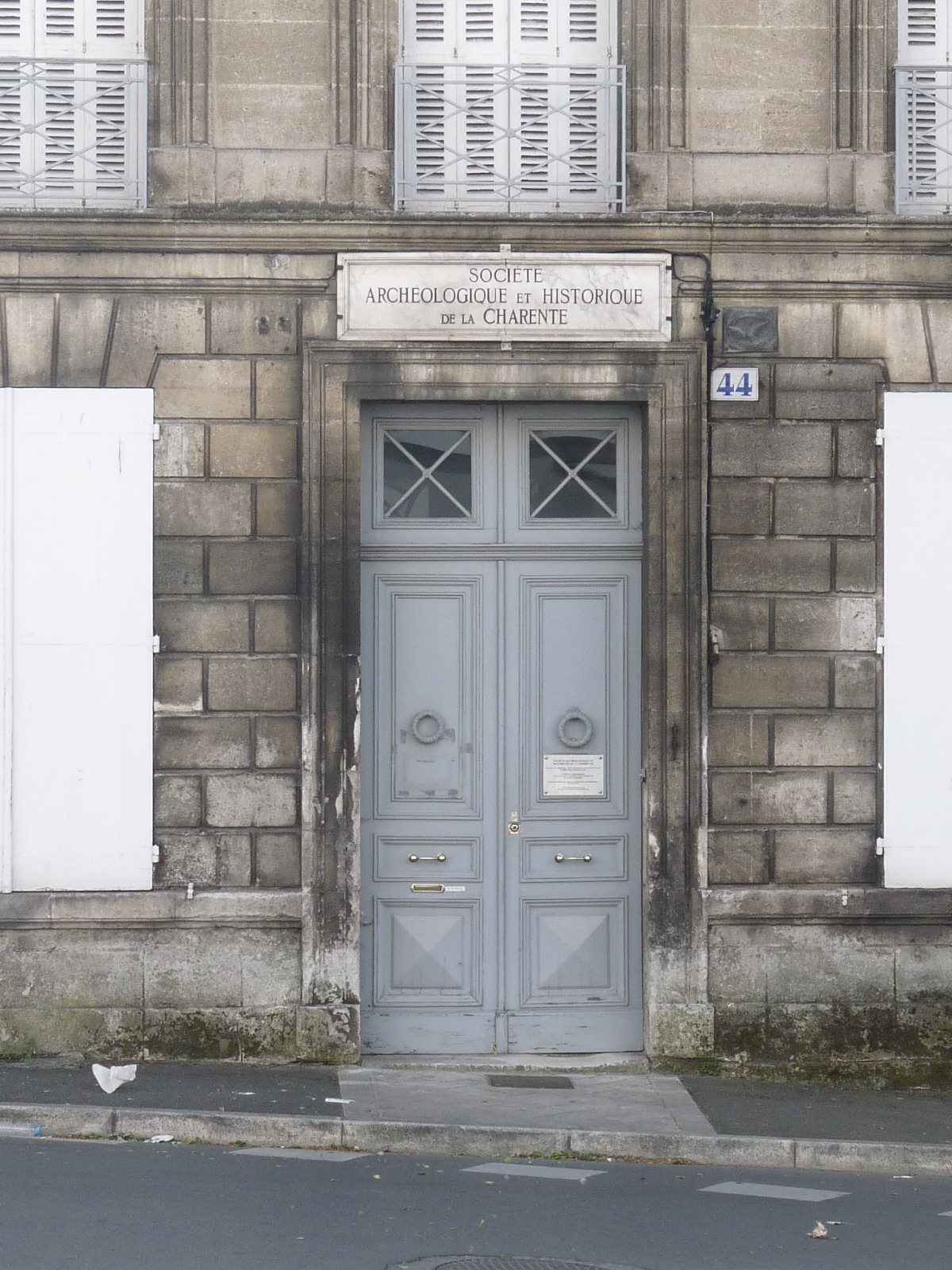
L'entrée du musée, 44 rue de Montmoreau
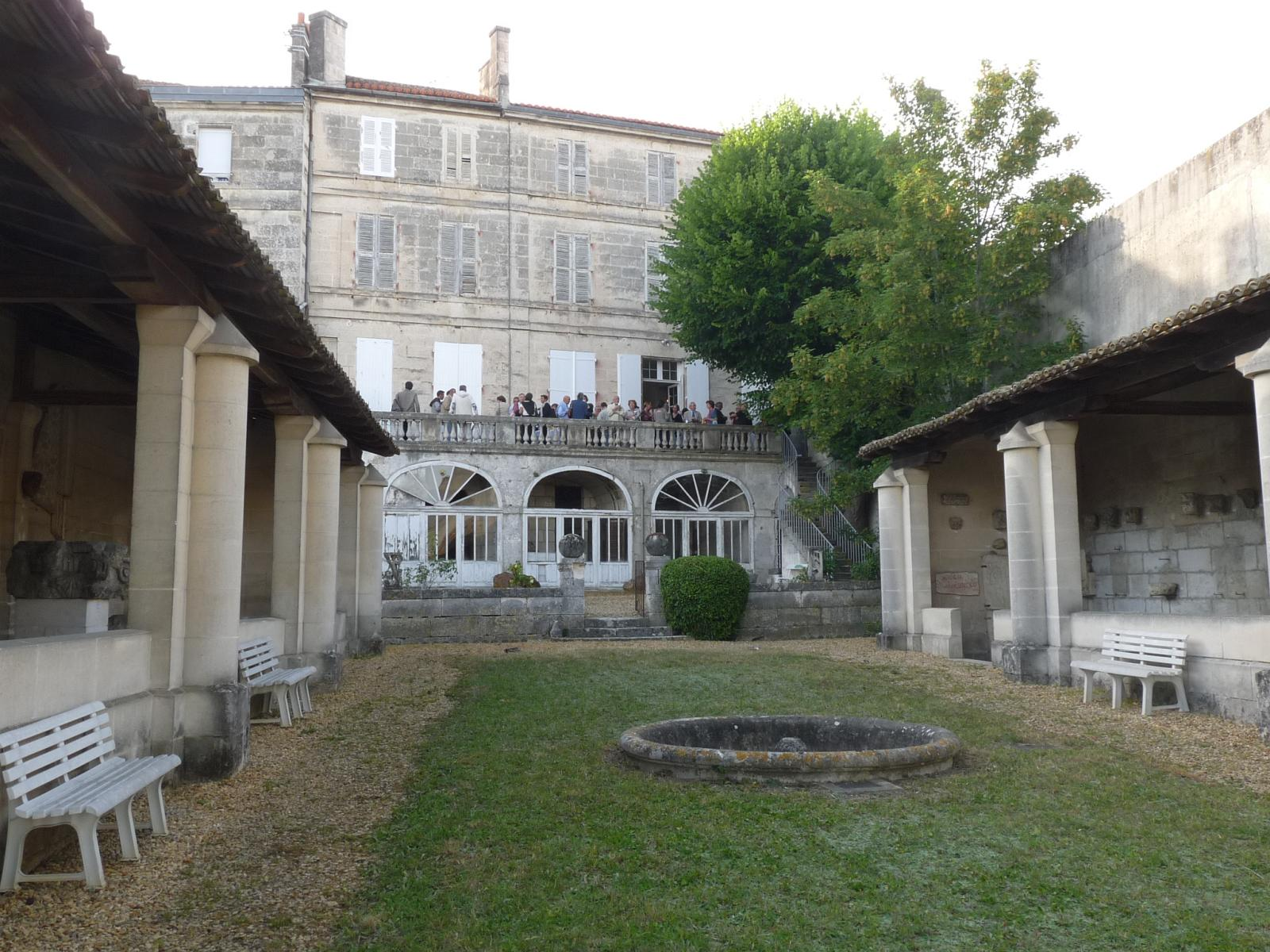
Le bâtiment vu du jardin
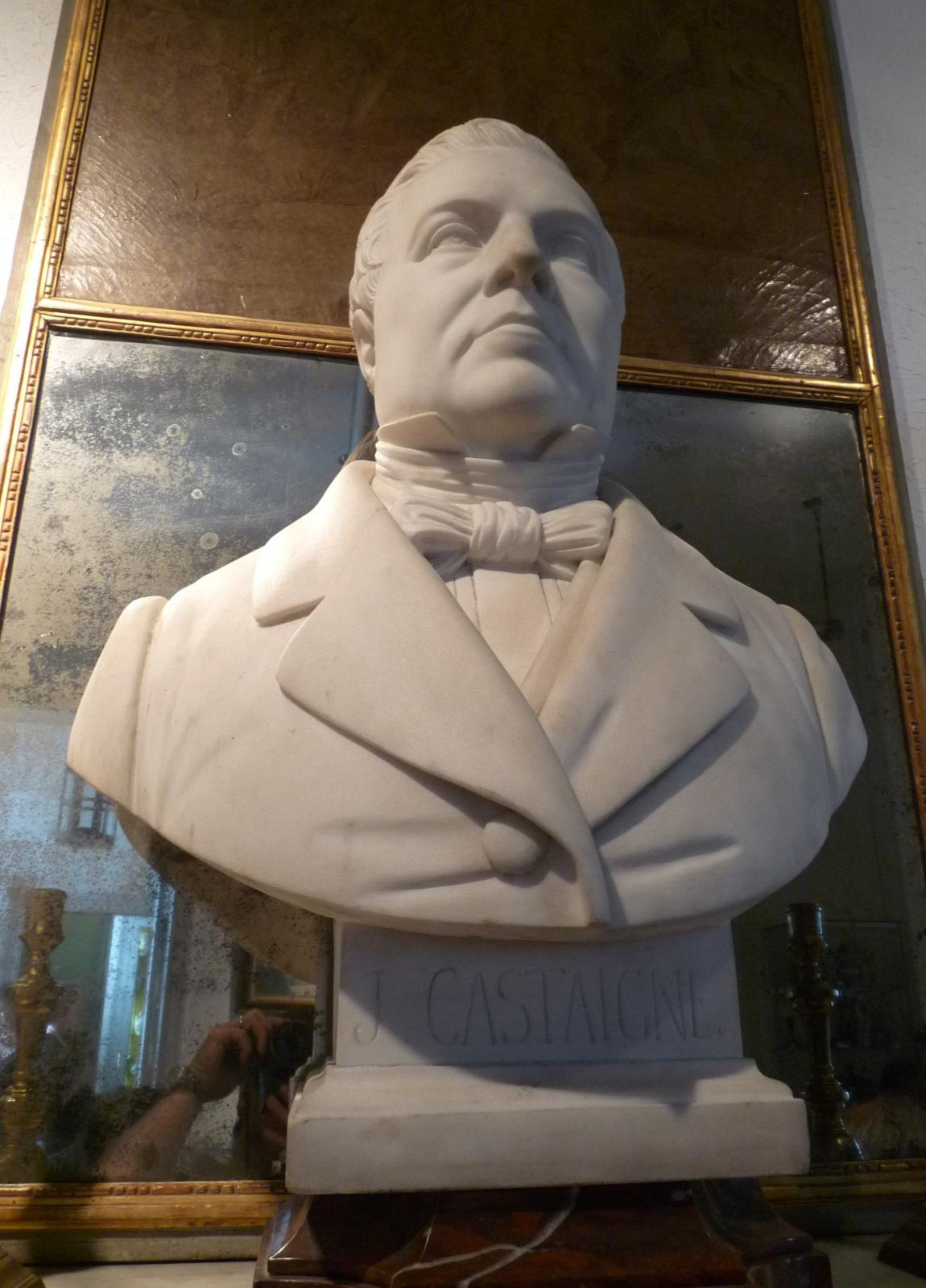
Buste en marbre d'Eusèbe Castaigne

## Collections
La présentation des collections du musée labellisé « musée de France » s'articule autour de plusieurs galeries et salles d'exposition montrant un panorama du patrimoine charentais et de la recherche archéologique en Charente : objets préhistoriques et protohistoriques. De nombreuses pièces archéologiques se trouvent aussi au musée d'Angoulême, rue Friedland.
La SAHC possède également une importante bibliothèque. Les archives destinées au public sont consultables aux archives départementales de la Charente.

### Époque gallo-romaine
Le monde gallo-romain est largement représenté par des objets provenant de tombes ou trouvés au XIXe siècle lors des réaménagements d’Angoulême, des communes de Saint-Cybardeaux ou de Fouqueure avec une très belle mosaïque.
On peut aussi trouver un magnifique lapidaire aménagé dans le jardin, avec en particulier une série de lions sculptés, rares vestiges d'Iculisma, Angoulême à l'époque romaine.

Collections gallo-romaines
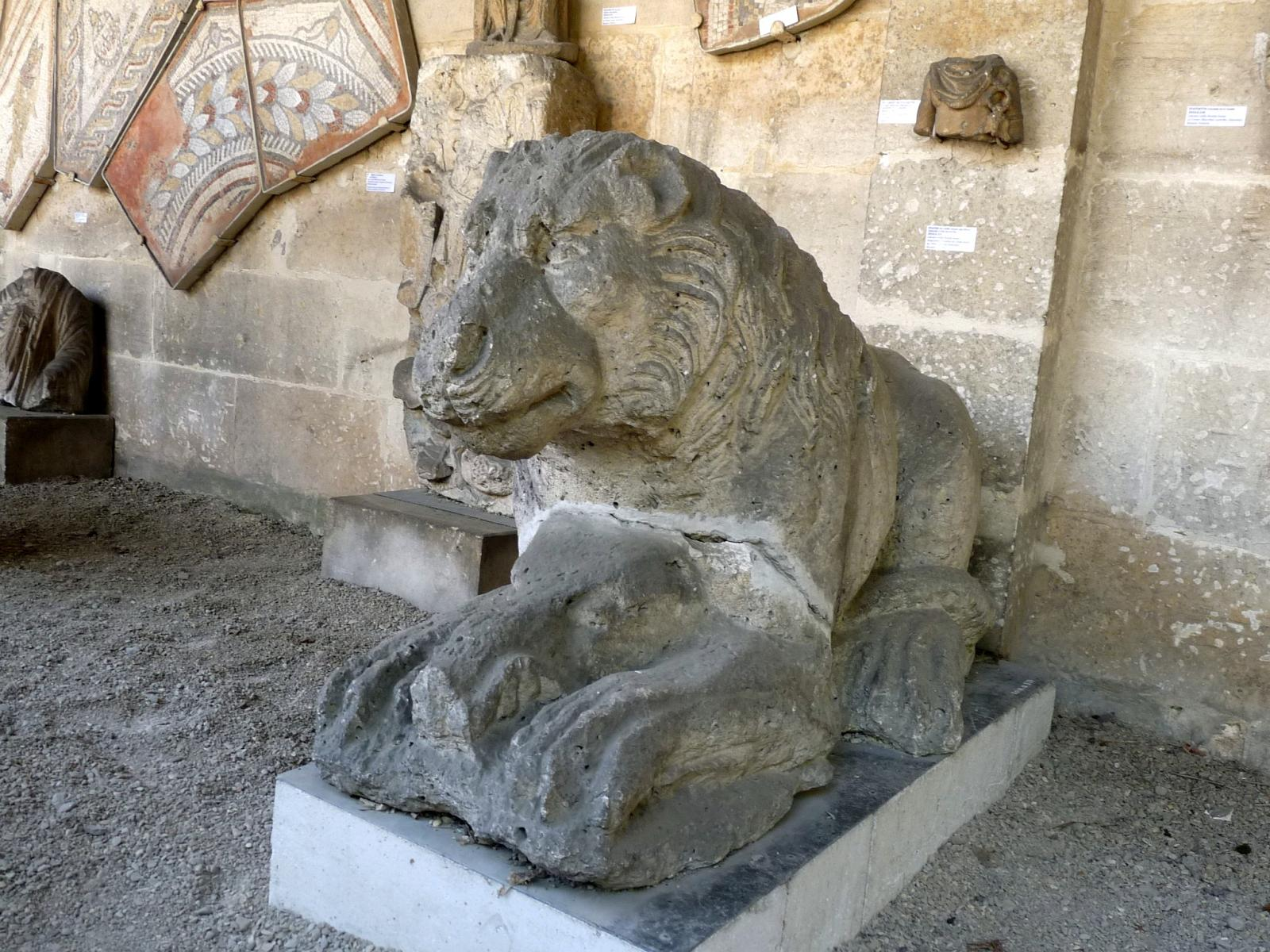
Lion gallo-romain d'Iculisma
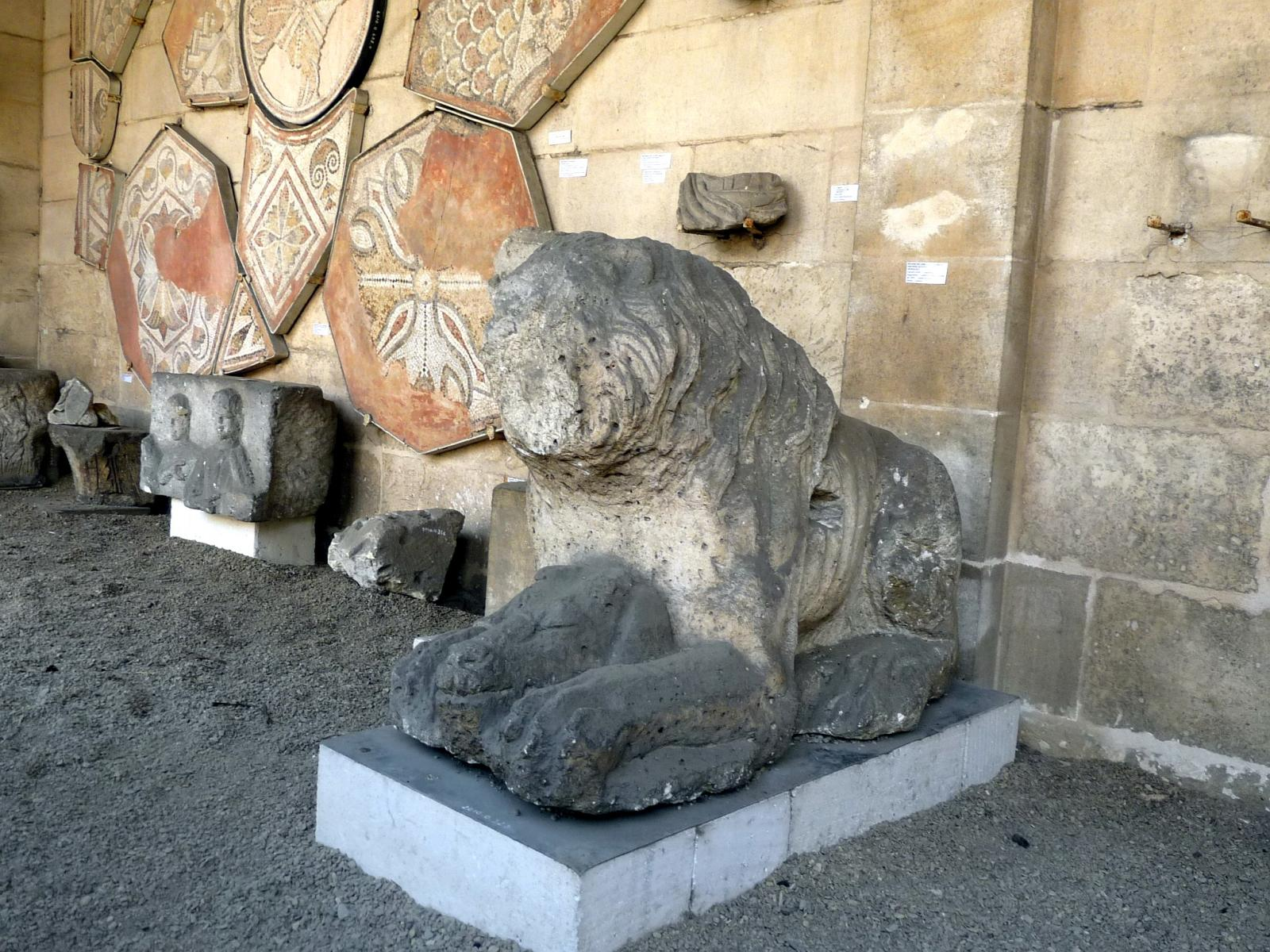
Autre lion
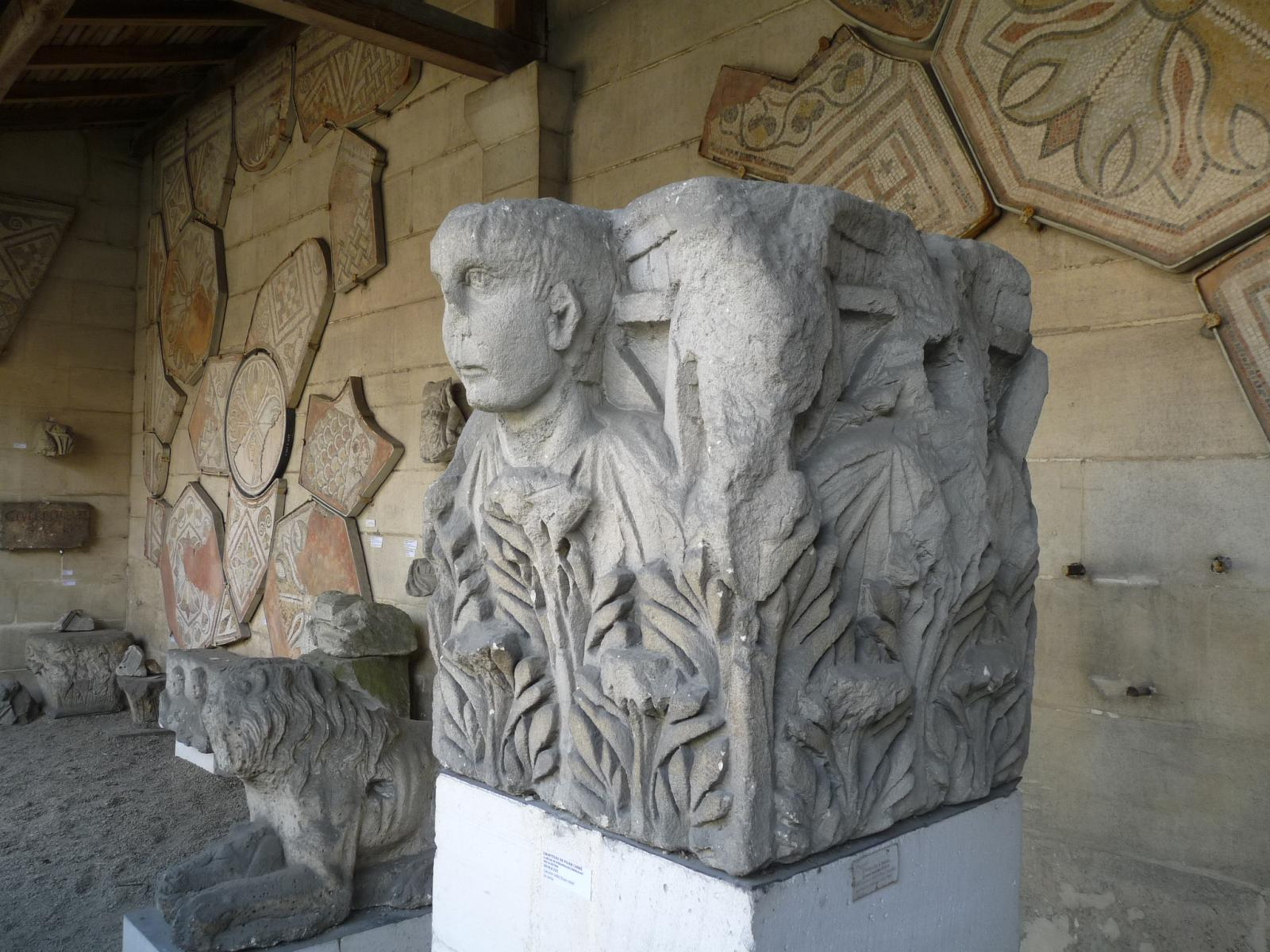
Chapiteau du IIe siècle
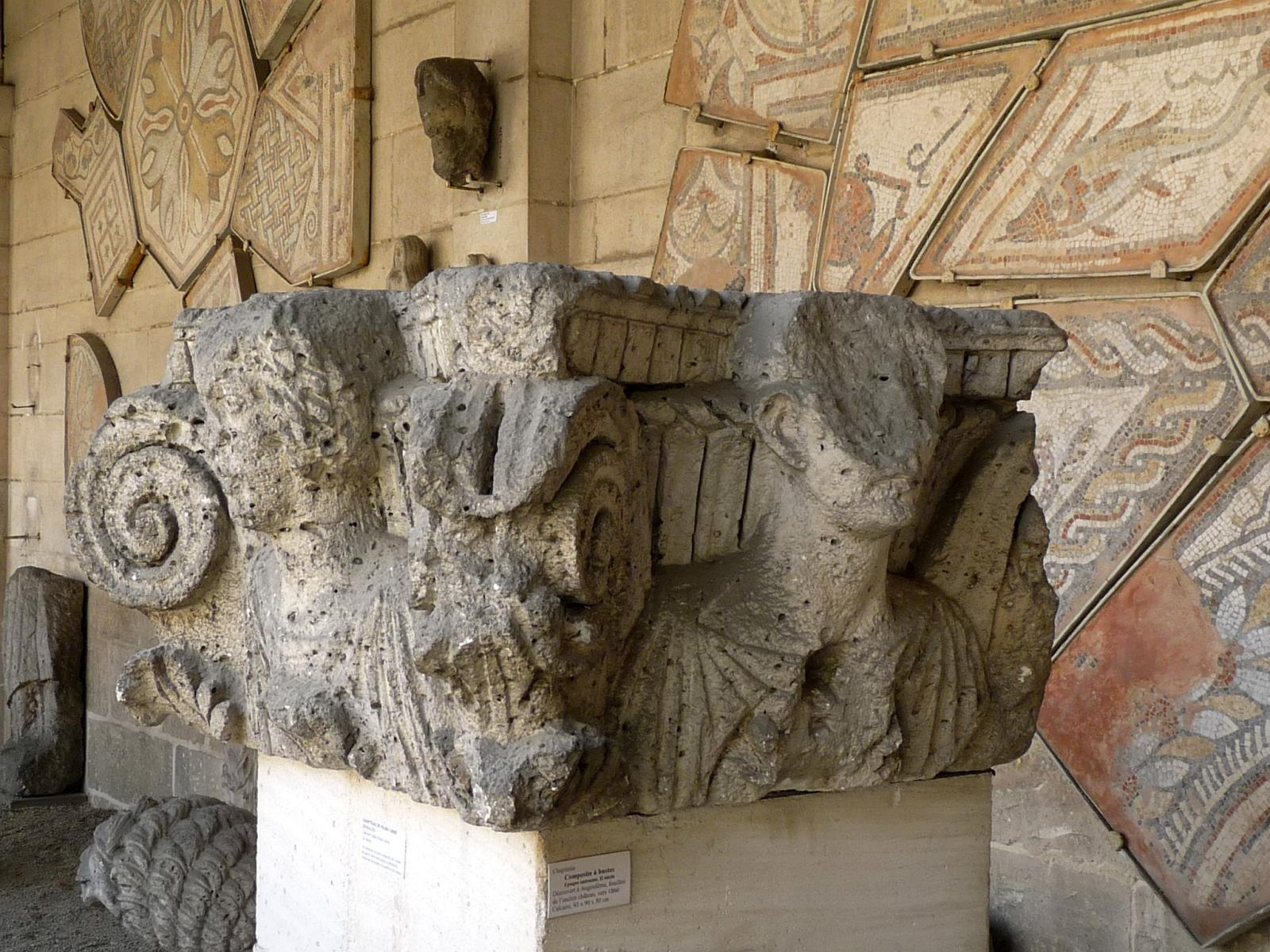
Autre chapiteau
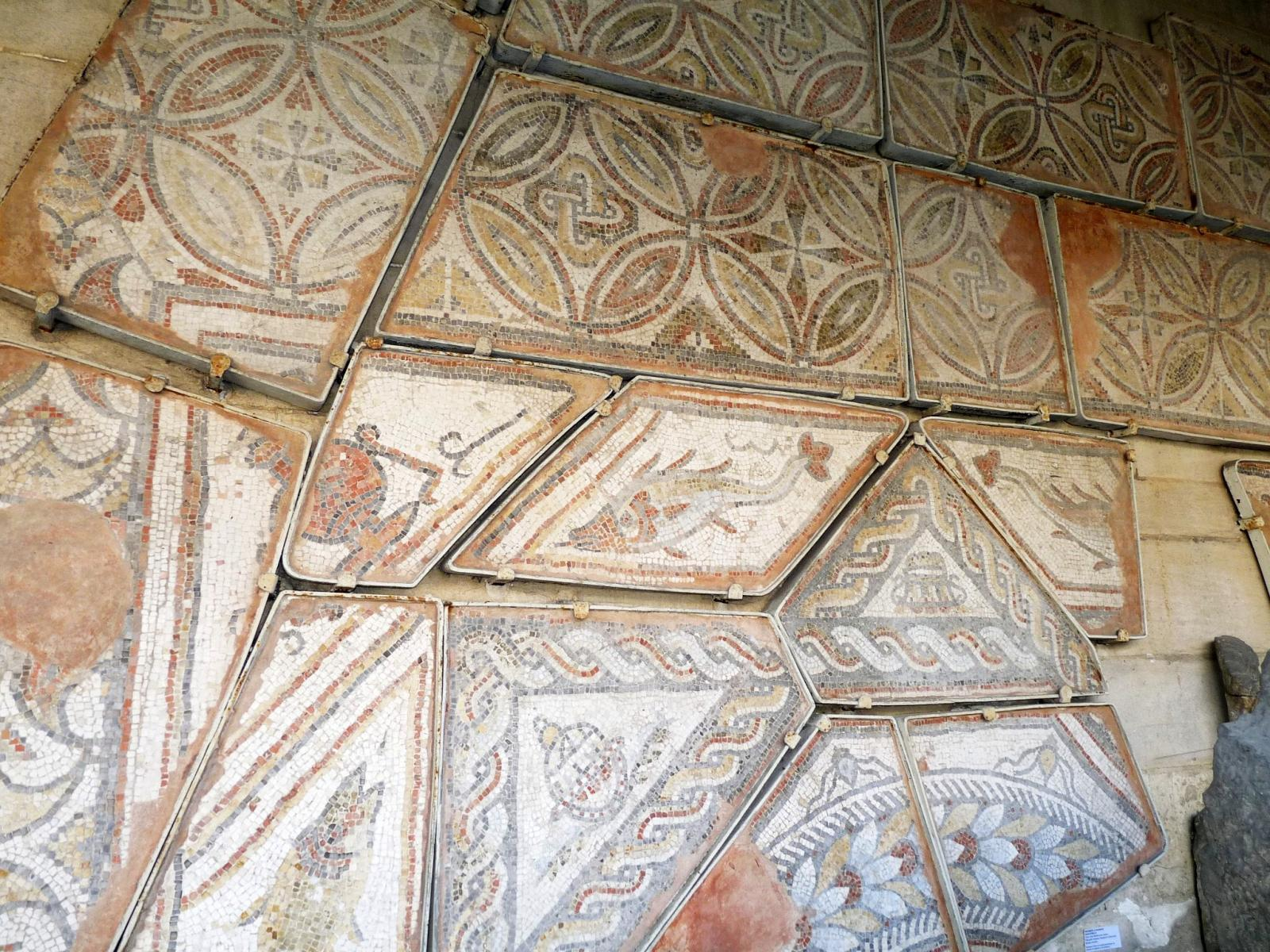
Mosaïque de Fouqueure
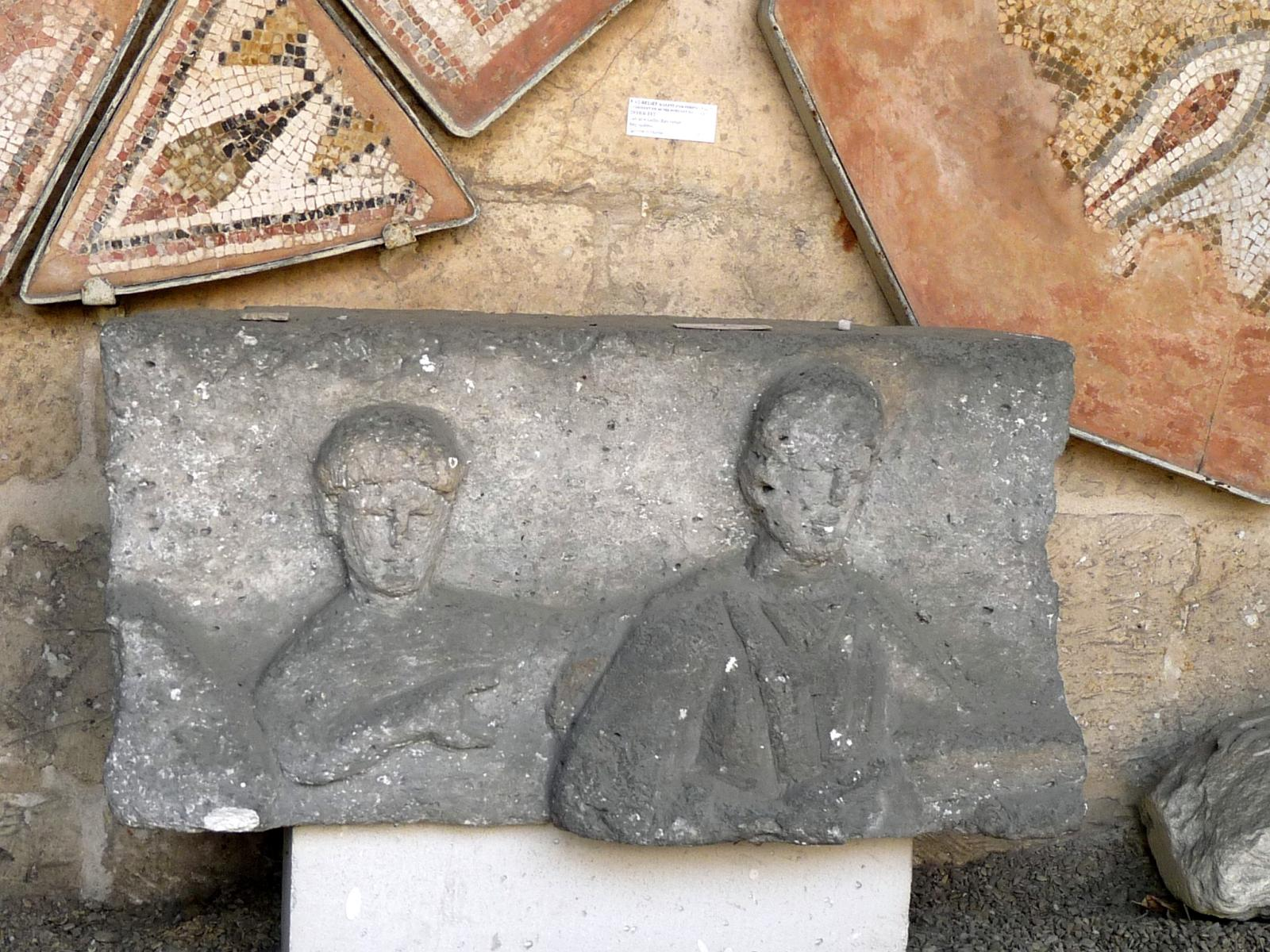
Sculpture romaine

### Moyen Âge
Des salles et galeries sont consacrées à l'art roman en Charente avec des chapiteaux provenant de la cathédrale d'Angoulême, d'abbayes ou de prieurés ruinés, mais aussi des objets utilisés pour l’office divin.

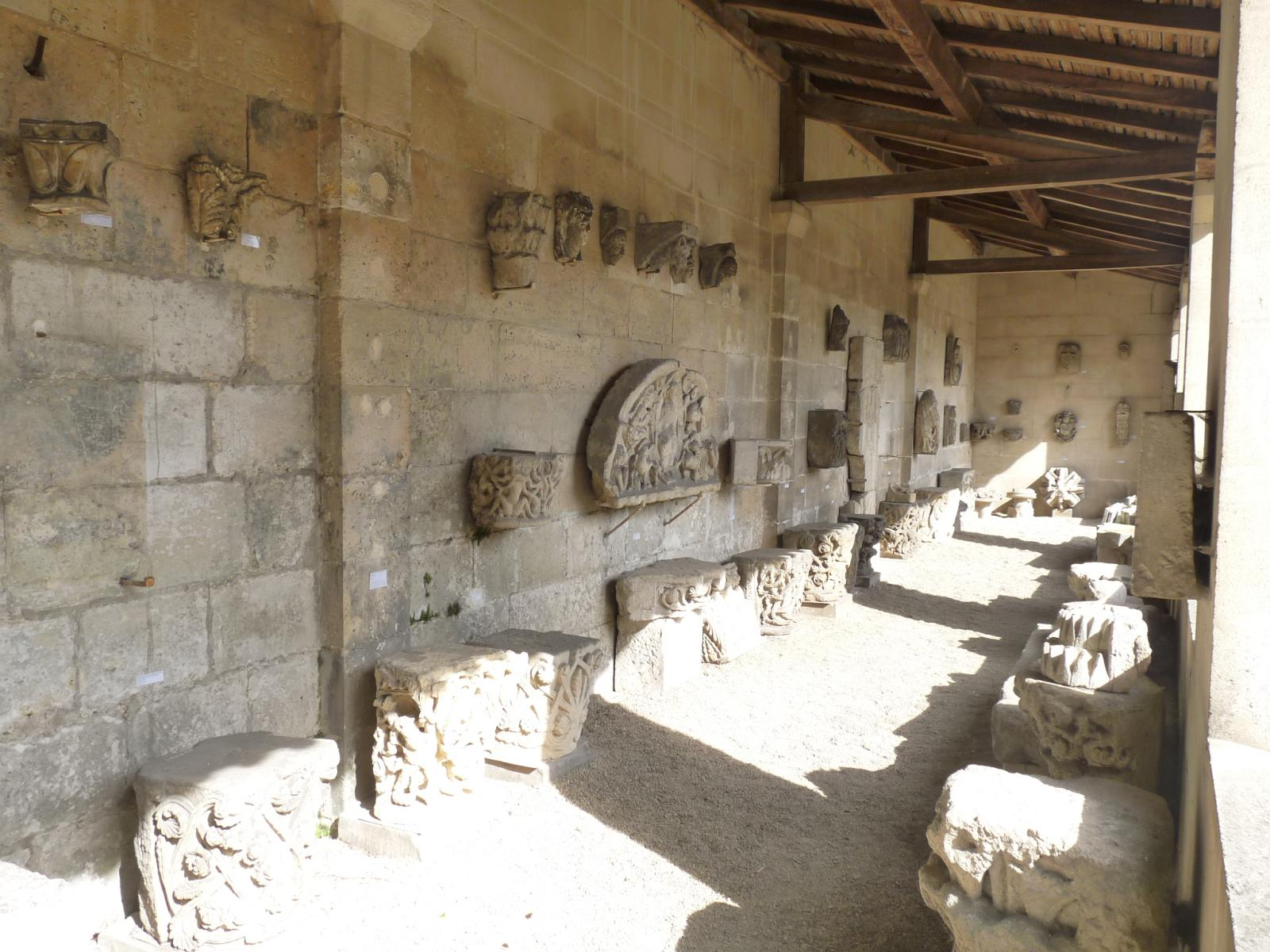
Seconde galerie lapidaire
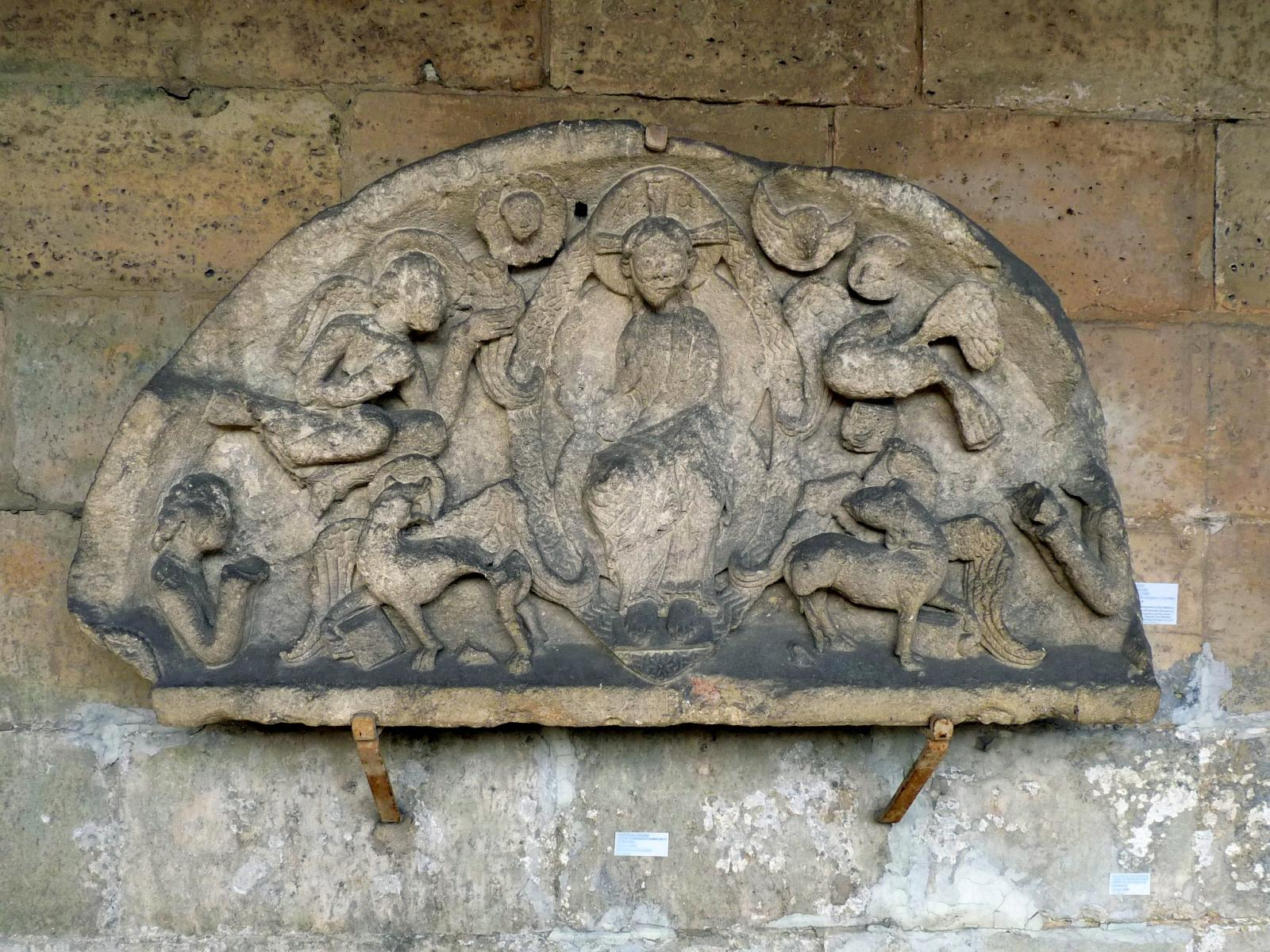
Tympan de l'église de Champniers

### Époques moderne et contemporaine
D'autres pièces sont dédiées aux émaux de Limoges de la fin du Moyen Âge au XIXe siècle ainsi qu'aux faïences, poteries, sculptures ou peintures réalisées par des artistes charentais.